# ديرعبدة (أسلم)

تعديل مصدري - تعديل

ديرعبدة هي إحدى قرى عزلة أسلم اليمن بمديرية أسلم التابعة لمحافظة حجة، بلغ تعداد سكانها 32 نسمة حسب تعداد اليمن لعام 2004.